# Супо I Сполетски
Супо I Сполетски (Suppo I, Suppone, † 5 март 824) е херцог на Сполето от 822 – 824 г. Той е франкски благородник в Каролингското Средновековно кралство Италия (regnum Italicum) през 9 век и основател на династията Супониди.

## Биография
През 817 г. Супо I е граф на Бреша, Парма, Пиаченца, Модена, и Бергамо. Той е missus dominicus (имперски посланик). Супо I наследява херцог Винигес, който през 822 г. отива в манастир и умира там.
Супо е женен вероятно за лангобардка. Неговите синове са Мауринг и Аделчис. Внучката на Супо I, Енгелберга (* 830, + 896/901), се омъжва на 5 октомври 851 г. за император Лудвиг II (+ 875).
Супо е васледен от Аделард (от март до август 824).